# هرمان شولتس (سياسي)
هرمان شولتس هو سياسي ألماني، ولد في 24 أغسطس 1872 في البلنغ في بولندا، وتوفي في 20 أغسطس 1929 في برلين في ألمانيا. نشط حزبياً في الحزب الديمقراطي الاجتماعي الألماني. وقد انتخب عضو في الرايخستاغ في  جمهورية فايمار ‏.